# Луј Гарел
Луј Гарел (фр. Louis Garrel; Париз, 14. јун 1983) је француски глумац и редитељ. Прославио се у улози младог бунтовника и синефила Теа у филму „Сањари“ Бернарда Бертолучија (2003). До данас одиграо је низ запажених улога у филмовима „Моја мајка“ (2004), „Свакодневне љубави“ (2005), „Љубавне песме“ (2007), „Замак у Италији“ (2013) и „Сен Лоран (2014)“.

## Биографија
Гарел је син режисера Филипа Гарела и глумице Брижит Си. Његов деда Морис Гарел и кум Жан-Пјер Лео, такође су знаменити француски глумци. Студије је завршио на Париском конзерваторијуму.

## Приватни живот
Поред француског говори италијански и енглески језик.
Гарел је у јуну 2017. оженио манекенку и глумицу Литицију Касту, са којом је у емотивној вези од 2015.